# Menneus
Genre
Synonymes
- Avella O. Pickard-Cambridge, 1877
- Avellopsis Purcell, 1904

Menneus est un genre d'araignées aranéomorphes de la famille des Deinopidae.

## Distribution
Les espèces de ce genre se rencontrent en Afrique subsaharienne et en Océanie.

## Liste des espèces
Selon World Spider Catalog (version 24.5, 16/01/2024) :
- Menneus aussie Coddington, Kuntner & Opell, 2012
- Menneus bituberculatus Coddington, Kuntner & Opell, 2012
- Menneus camelus Pocock, 1902
- Menneus capensis (Purcell, 1904)
- Menneus darwini Coddington, Kuntner & Opell, 2012
- Menneus dromedarius Purcell, 1904
- Menneus nemesio Coddington, Kuntner & Opell, 2012
- Menneus neocaledonicus (Simon, 1888)
- Menneus quasimodo Coddington, Kuntner & Opell, 2012
- Menneus samperi Coddington, Kuntner & Opell, 2012
- Menneus superciliosus (Thorell, 1881)
- Menneus tetragnathoides Simon, 1877
- Menneus trinodosus Rainbow, 1920
- Menneus wa Coddington, Kuntner & Opell, 2012

Selon World Spider Catalog (version 23.5, 2023) :
- † Menneus pietrzeniukae Wunderlich, 2004

## Systématique et taxinomie
Ce genre a été décrit par Simon en 1876.
Avella a été placé en synonymie par Rainbow en 1911.
Avellopsis a été placé en synonymie par Coddington, Kuntner et Opell en 2012.

## Publication originale
- Simon, 1877 : « Étude sur les Arachnides du Congo. » Bulletin de la Société Zoologique de France, vol. 1, no 12/15, p. 216-224 (texte intégral).